# Пиеро Аригони
Пиеро Аригони (на италиански: Pierro Arrigoni; на гръцки: Πιέρο Αριγκόνι) е италиански архитект, автор на много сгради в град Солун от края на XIX и началото на XX век.

## Биография
Роден е на 9 август 1856 година в Торино, Сардинското кралство. През 1892 година се установява в Солун, Османската империя. Стилът му първоначално е историцистичен, но по-късно преминава в ар деко. Основната му творба е Каза Бианка (1912). Аригони е убит в Солун през 1940 година на 83-годишна възраст.

## Творби
- Мехмет Капанджи вила, 1893 г.
- Солунско трамвайно депо, 1893 г.
- Ахмет Капанджи вила
- Италианска многопрофилна болница „Василиса Маргарита“, 1894 г. (днес „Солунска болница за паразитни болести“)
- Солунски железопътен музей (бившата военна гара), 1894 г.
- ТЕЦ, 1899 г.
- Болница „Хирш“, 1904 г. (днес Солунска многопрофилна болница „Хипократ“)
- Каза Бианка (Вила Дино Фернандес), 1910 – 1912 г.[2]